# Mihail Séspel'
Mihail Séspel’, fino al 1921 conosciuto come Mihaíl Kuz’míč Kuz’mín (Sespel', 16 novembre 1899 – Starogorodka, 15 giugno 1922), è stato un poeta e scrittore russo, di lingua ciuvascia, scrisse principalmente in russo e ciuvascio. Anche se morì prima dello nascita dell'Unione Sovietica (dicembre 1922), lo scrittore-rivoluzionario bolscevico è considerato un fondatore della poesia sovietico-ciuvascia.
A lui è dedicata la Scuola Superiore di Teatro, fondata a Čeboksary.

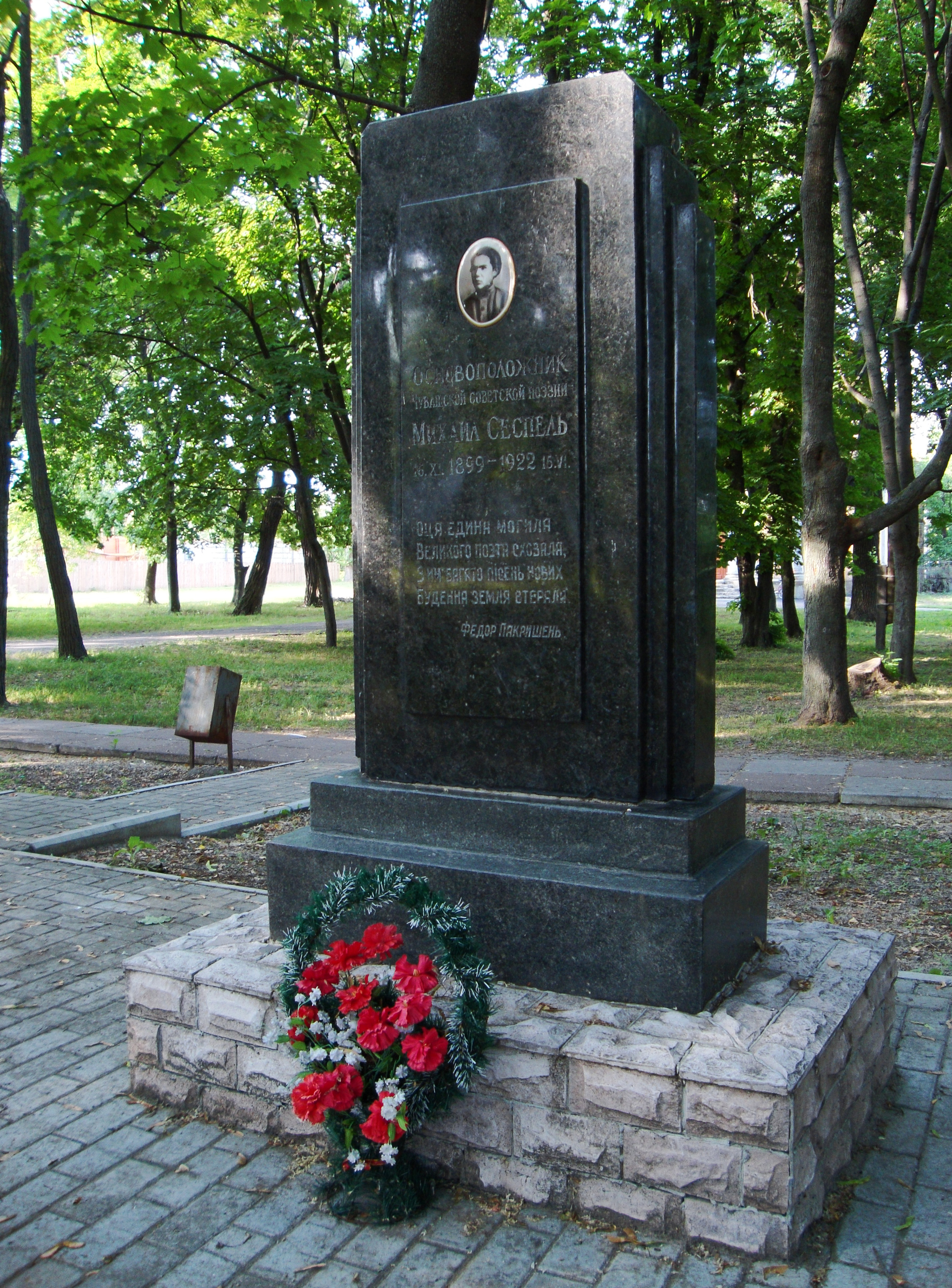
La tomba a Oster

.